# TTTO
Le tétrazino-tétrazine 1,3,6,8-tétraoxyde (TTTO) est un composé chimique explosif à haute densité énergétique avec une vitesse de détonation estimée à 9,71 km.s−1 et une pression de détonation également estimée de 432 kbar. Il présente une structure en ailes de papillon formée de la fusion de deux tétrazines.

## Synthèse
La première synthèse de ce composé a été effectuée en 10 étapes à partir du 2,2-bis(tert-butyl-NNO-azoxy)acétonitrile avec un rendement global d'environ 1 %.